# Njöte

Njöte är en by som ligger utmed E4:an, 4 km söder om Njutånger, i Njutångers socken och Hudiksvalls kommun, Gävleborgs län. Byn ligger 18 km söder om Hudiksvall.Genom Njöte rinner Nianån.